# Ношве
Ношве (перс. نشوه) — село в Ірані, у дегестані Шагсаван-Канді, у Центральному бахші, шагрестані Саве остану Марказі. За даними перепису 2006 року, його населення становило 94 особи, що проживали у складі 32 сімей.

## Клімат
Середня річна температура становить 9,76°C, середня максимальна – 27,45°C, а середня мінімальна – -10,54°C. Середня річна кількість опадів – 229 мм.
| Клімат поселення                              | Клімат поселення | Клімат поселення | Клімат поселення | Клімат поселення | Клімат поселення | Клімат поселення | Клімат поселення | Клімат поселення | Клімат поселення | Клімат поселення | Клімат поселення | Клімат поселення | Клімат поселення |
| Показник                                      | Січ.             | Лют.             | Бер.             | Квіт.            | Трав.            | Черв.            | Лип.             | Серп.            | Вер.             | Жовт.            | Лист.            | Груд.            |                  |
| Середній максимум, °C                         | 4,40             | 5,43             | 8,84             | 15,62            | 20,84            | 26,47            | 27,45            | 27,15            | 23,17            | 17,07            | 10,66            | 5,11             |                  |
| Середня температура, °C                       | −3,07            | −2,04            | 1,37             | 8,14             | 13,37            | 18,98            | 22,42            | 22,12            | 18,13            | 12,04            | 5,60             | 0,08             |                  |
| Середній мінімум, °C                          | −10,54           | −9,51            | −6,11            | 0,67             | 5,90             | 11,51            | 17,38            | 17,08            | 13,09            | 7,00             | 0,58             | −4,96            |                  |
| Норма опадів, мм                              | 28               | 32               | 45               | 35               | 30               | 4                | 2                | 1                | 0                | 9                | 17               | 26               |                  |
| Середньомісячна швидкість вітру, м/с          | 1.21             | 2.28             | 2.76             | 2.75             | 2.48             | 2.19             | 2.16             | 2.02             | 1.98             | 1.96             | 1.68             | 1.42             |                  |
| Середньомісячна сонячна радіація, кДж/м²·день | 9089             | 11817            | 14582            | 18122            | 22021            | 26561            | 26073            | 23880            | 20469            | 14970            | 10784            | 8726             |                  |
| --------------------------------------------- | ---------------- | ---------------- | ---------------- | ---------------- | ---------------- | ---------------- | ---------------- | ---------------- | ---------------- | ---------------- | ---------------- | ---------------- | ---------------- |
| Джерело:                                      |                  |                  |                  |                  |                  |                  |                  |                  |                  |                  |                  |                  |                  |